# Les Étangs
Les Étangs är en kommun i departementet Moselle i regionen Grand Est (tidigare regionen Lorraine) i nordöstra Frankrike. Kommunen ligger i kantonen Vigy som tillhör arrondissementet Metz-Campagne. År 2022 hade Les Étangs 412 invånare.

## Befolkningsutveckling
Antalet invånare i kommunen Les Étangs
| Referens: INSEE |